# Fontanile
Fontanile – miejscowość i gmina we Włoszech, w regionie Piemont, w prowincji Asti.
Według danych na styczeń 2009 gminę zamieszkiwały 572 osoby przy gęstości zaludnienia 71,4 os./1 km².